# Sciuro-hypnum starkii
Sciuro-hypnum starkii là một loài Rêu trong họ Brachytheciaceae. Loài này được (Brid.) Ignatov & Huttunen mô tả khoa học đầu tiên năm 2002.